# Blooming Days
Blooming Days é o segundo extended play do Exo-CBX, a primeira subunidade oficial do grupo masculino sino-coreano Exo. Foi lançado em 10 de abril de 2018 por SM Entertainment e distribuído pela Iriver. Ele contém um total de sete músicas, incluindo o single "Blooming Day".

## Antecedentes e lançamento
Em 8 de março, SM Entertainment confirmou que a EXO-CBX, a subunidade EXO, fará seu retorno na Coréia em abril. Em 26 de março, foi confirmado que o trio lançaria seu segundo EP em 10 de abril. De 29 de março a 3 de abril, os teasers das letras foram lançados para o retorno através das contas oficiais do grupo no Twitter e Instagram.
Em 3 de abril, o título do mini-álbum, Blooming Days, e seu single principal foram revelados juntamente com a data de seu lançamento. Em 4 de abril, a lista de músicas do mini-álbum foi lançada, contendo sete músicas, incluindo a música principal, "Blooming Day". Em 5 de abril, o teaser de Chen para a música "Thursday" foi lançado, junto com as fotos do membro. No mesmo dia, os detalhes do mini-álbum foram divulgados através do site oficial do grupo. Em 6 de abril, foi lançado o teaser Baekhyun para a música "Vroom Vroom", junto com os outros teasers do membro. Em 7 de abril, o teaser Xiumin foi lançado para a música "Playdate" e outros teasers do membro. Em 8 de abril, o videoclipe de "Blooming Day" foi lançado. Em 10 de abril, o mini-álbum foi lançado oficialmente.

### Single
"Blooming Day" foi lançado como o single principal junto com o EP em 10 de abril. A música foi descrita como uma "música pop dance e chic, onde as doces cores vocais dos membros são exibidas". As letras falam de uma doce confissão para uma mulher com o coração vibrando emoções como a primavera.

## Promoções
EXO-CBX iniciou um programa especial ao vivo a partir de 9 de abril, que durou sete dias. O grupo realizou uma transmissão ao vivo em 10 de abril intitulada EXO-CBX's Blooming Day! no Yes24 Live Hall, onde eles falaram sobre o álbum e cantaram o single "Blooming Day". EXO-CBX também realizou um fansign em 15 de abril em Seul na SMTOWN Coex Artium, também realizou diferentes eventos em 16 de abril em Busan no Centro de Convenções BEXCO e em Daegu no Novotel Events Center Embaixador Daegu, em 19 de abril em Gangnam no Ilchi Art Hall e em 22 de abril em Goyang no Starfield Goyang.
O trio começou suas apresentações com o single principal "Blooming Day" em vários programas musicais desde 12 de abril, começando pelo M! Countdown do canal de televisão Mnet.

## Desempenho comercial
Blooming Days liderou várias listas semanais nacionais e globais, incluindo a lista Xiami K-Pop da China. Em 19 de abril de 2018, ele estreou na 1.ª posição do Gaon Album Chart.

## Lista de faixas
※ Faixas em negrito identificam os singles do álbum.
| N.º            | Título                      | Letras                                                               | Música                                                                                          | Duração |  |
| 1.             | "Monday Blues"              | Peter Wallevik Daniel Davidsen Mich Hansen Maegan Cottone Iain James | Daniel Davidsen Peter Wallevik Cutfather                                                        | 3:21    |  |
| 2.             | "Blooming Day" (花요일)     | Hwang Yoo-bin                                                        | Steve Manovski Yoo Young-jin Jenson Vaughan Caroline Ailin Jordan Croucher                      | 3:19    |  |
| 3.             | "Sweet Dreams!" (내일 만나) | JQ Hyun Ji-won                                                       | Kaelyn Behr Michael Jiminez Shaylen Carroll MZMC                                                | 3:06    |  |
| 4.             | "Thursday"                  | Kim Eana                                                             | Erik Lidbom Andreas Öberg                                                                       | 3:05    |  |
| 5.             | "Vroom Vroom"               | JQ Park Ji-hee Bae Sung-hyun                                         | Harvey Mason, Jr Michael `R!ot` Wyckoff Britt Burton Patrick "J. Que" Smith Dewain Whitmore Jr. | 2:46    |  |
| 6.             | "Playdate"                  | Kenzie                                                               | Andreas Öberg Yoo Young-jin Martin Kleveland Ilanguaq David Lumholt                             | 3:30    |  |
| 7.             | "Lazy" (휴일)               | Park Sung-hee (Jam Factory)                                          | Micah Powell Yinette Mendez MZMC                                                                | 3:25    |  |
| Duração total: | Duração total:              | Duração total:                                                       | Duração total:                                                                                  | 22:32   |  |

## Desempenho nas paradas

### Paradas semanais
| Parada (2018)                                 | Melhor posição |
| --------------------------------------------- | -------------- |
| French Digital Albums (SNEP)                  | 63             |
| Japão (Oricon)                                | 10             |
| Japan Hot Albums (Billboard Japan)            | 20             |
| South Korean Albums (Gaon)                    | 1              |
| UK Download Albums (OCC)                      | 74             |
| Estados Unidos (Billboard Independent Albums) | 33             |
| Estados Unidos (Top World Albums)             | 2              |

### Paradas mensais
| Parada (2018)                      | Melhor posição |
| ---------------------------------- | -------------- |
| South Korean Monthly Albums (Gaon) | 1              |

## Histórico de lançamento
| Região        | Data                | Formato             | Gravadora               |
| ------------- | ------------------- | ------------------- | ----------------------- |
| Coreia do Sul | 10 de abril de 2018 | CD Download Digital | SM Entertainment IRIVER |
| Mundialmente  | 10 de abril de 2018 | SM Entertainment    | Download Digital        |